# Schloss Pesteils

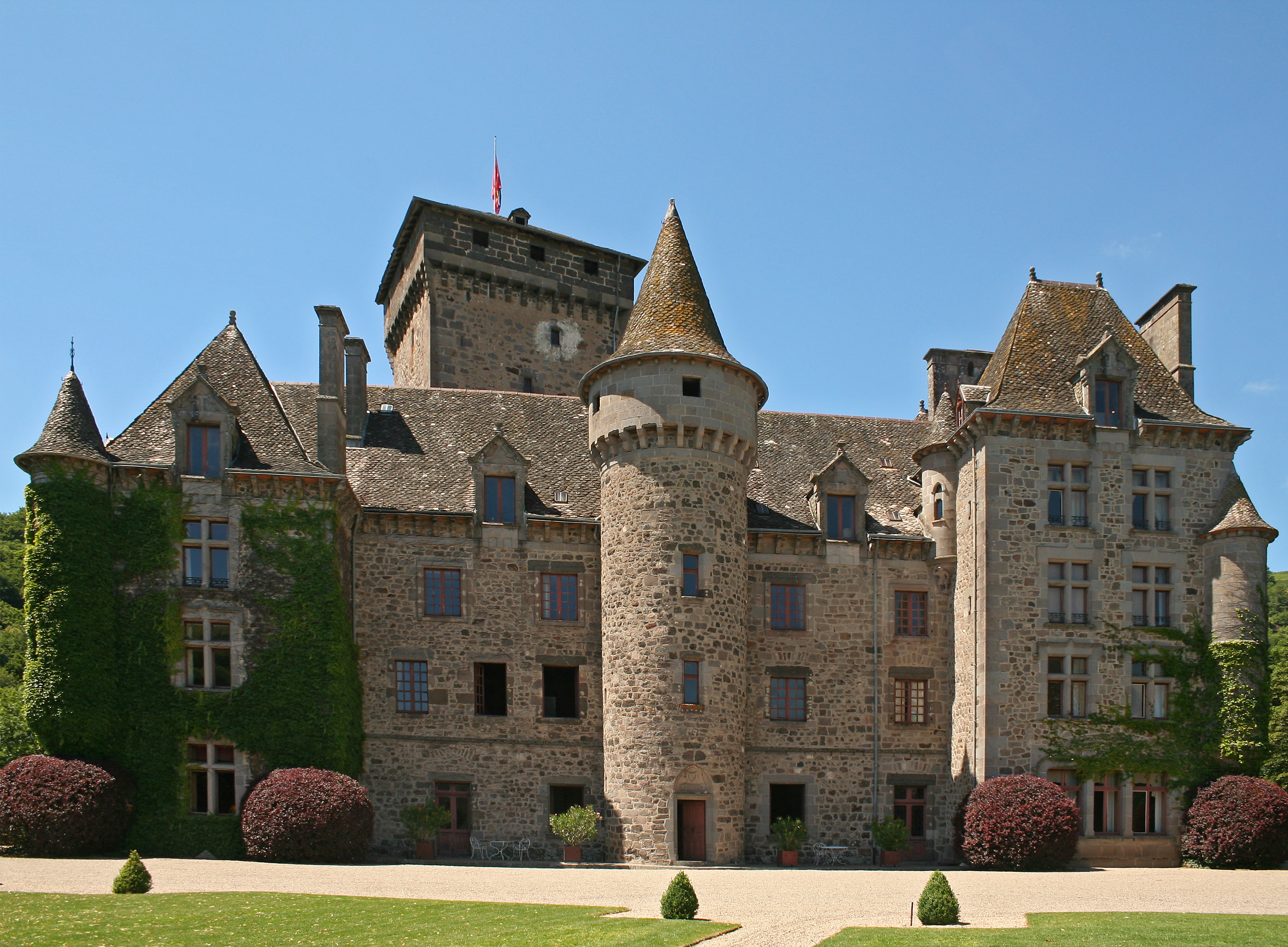
Hauptfassade des Schlosses Pesteils

Das Schloss Pesteils (französisch Château de Pesteils) steht in der französischen Gemeinde Polminhac im Département Cantal der Region Auvergne-Rhône-Alpes.
Die Burg trug ursprünglich den Namen des Ortes, Polminhac. 1370 gehörte die Herrschaft 1370 Jean de Foulholes, über dessen Tochter Benoîte sie durch Heirat an Rigaud de Montamat kam. 1414 wurde sie von Renaud de Murat erobert, der mit Bernard VII. d’Armagnac in Fehde lag, weil Murat ihm den Lehnseid verweigerte. Die Seigneurs von Montamat, Polminhac und Foulholes behielten die Herrschaft bis 1510, als sie erneut durch Heirat an Guy V. de Pesteils, Herr der Burg Branzac, kam. Seither trägt die Burg den Namen dieser Familie. 1608 kam sie über seine Schwiegertochter an Charles de Cassagnes de Beaufort de Miramon, dessen Sohn Jacques um 1640 ein neues Wohngebäude erbauen ließ. Dieser Familie gehört das Schloss bis heute. 
Das Schloss wurde am 18. Juli 1994 als Monument historique klassifiziert und damit unter Denkmalschutz gestellt. Auch die Inneneinrichtung steht unter Denkmalschutz. So wurden die Wandgemälde "Die Fünf Sinne" im Großen Salon, die der Maler Félix Tourdes (1855–1920) zwischen 1901 und 1911 schuf, am 28. März 1980 unter Denkmalschutz gestellt.
1942 diente das Schloss als Kulisse für den französischen Film L’Éternel Retour (deutsch Der ewige Bann) mit Madeleine Sologne und Jean Marais. Das Schloss kann im Rahmen von Schlossführungen besichtigt werden.

## Lage

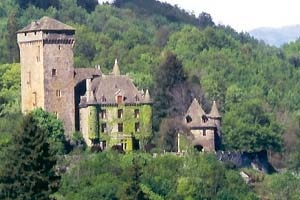
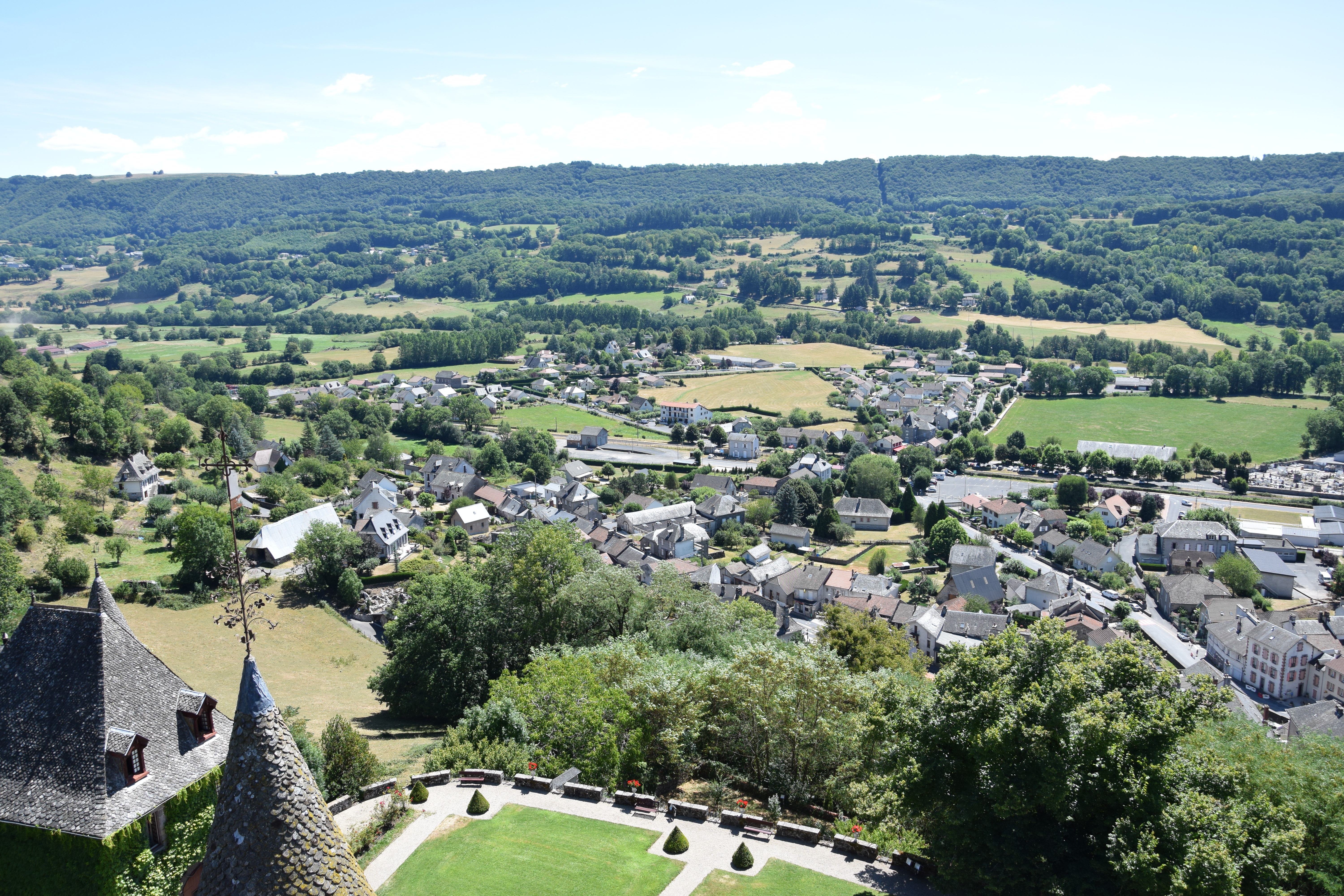
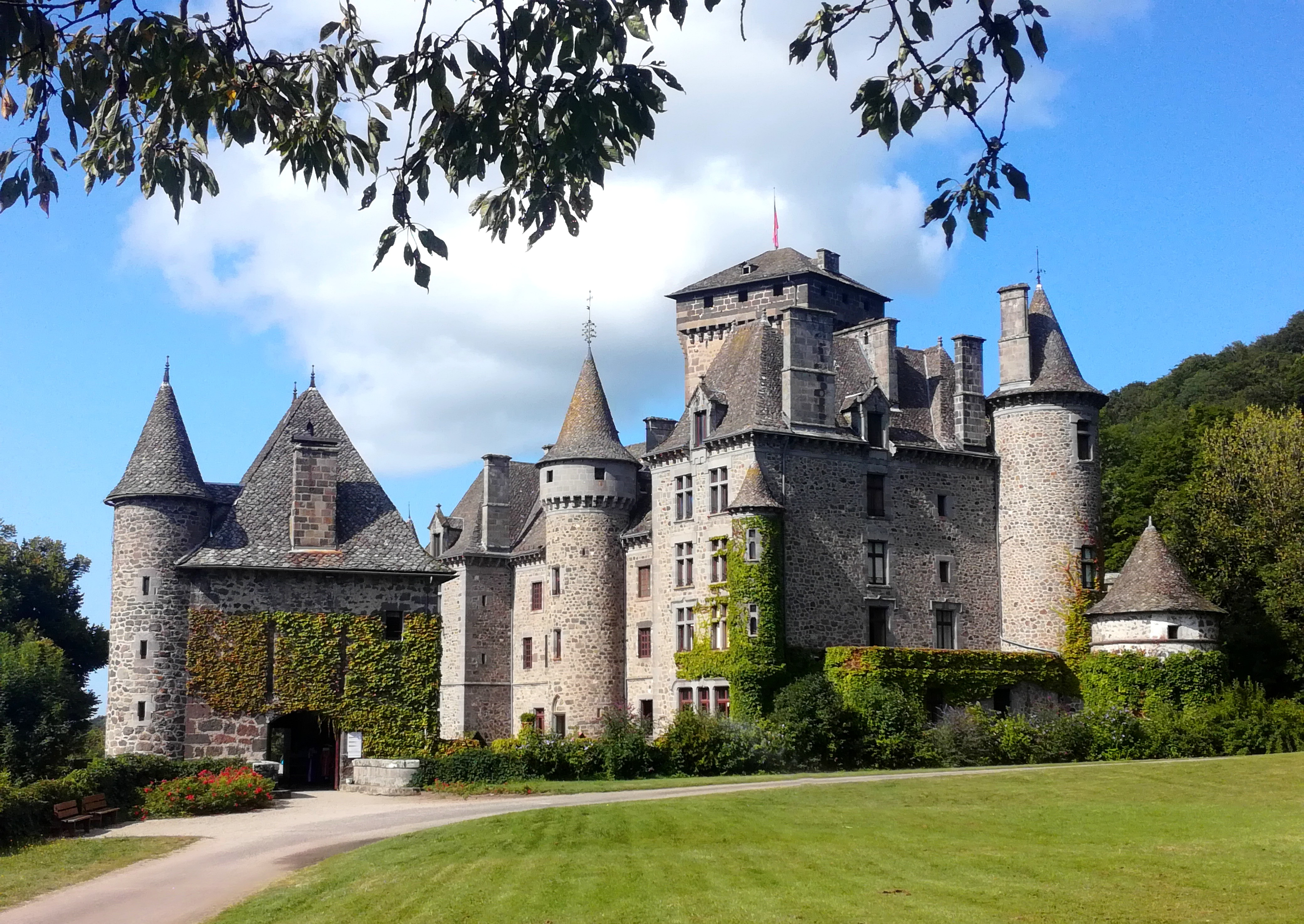
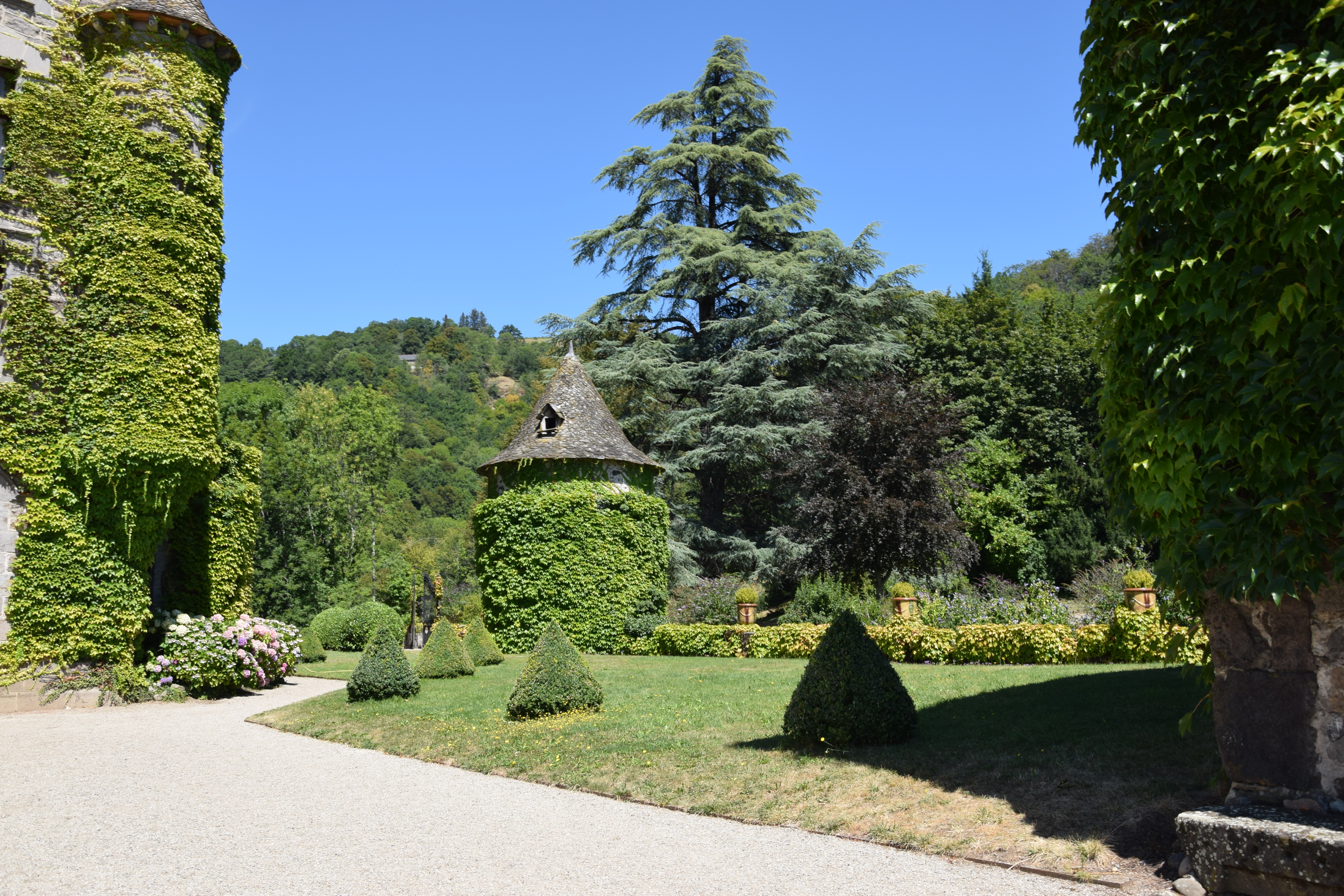
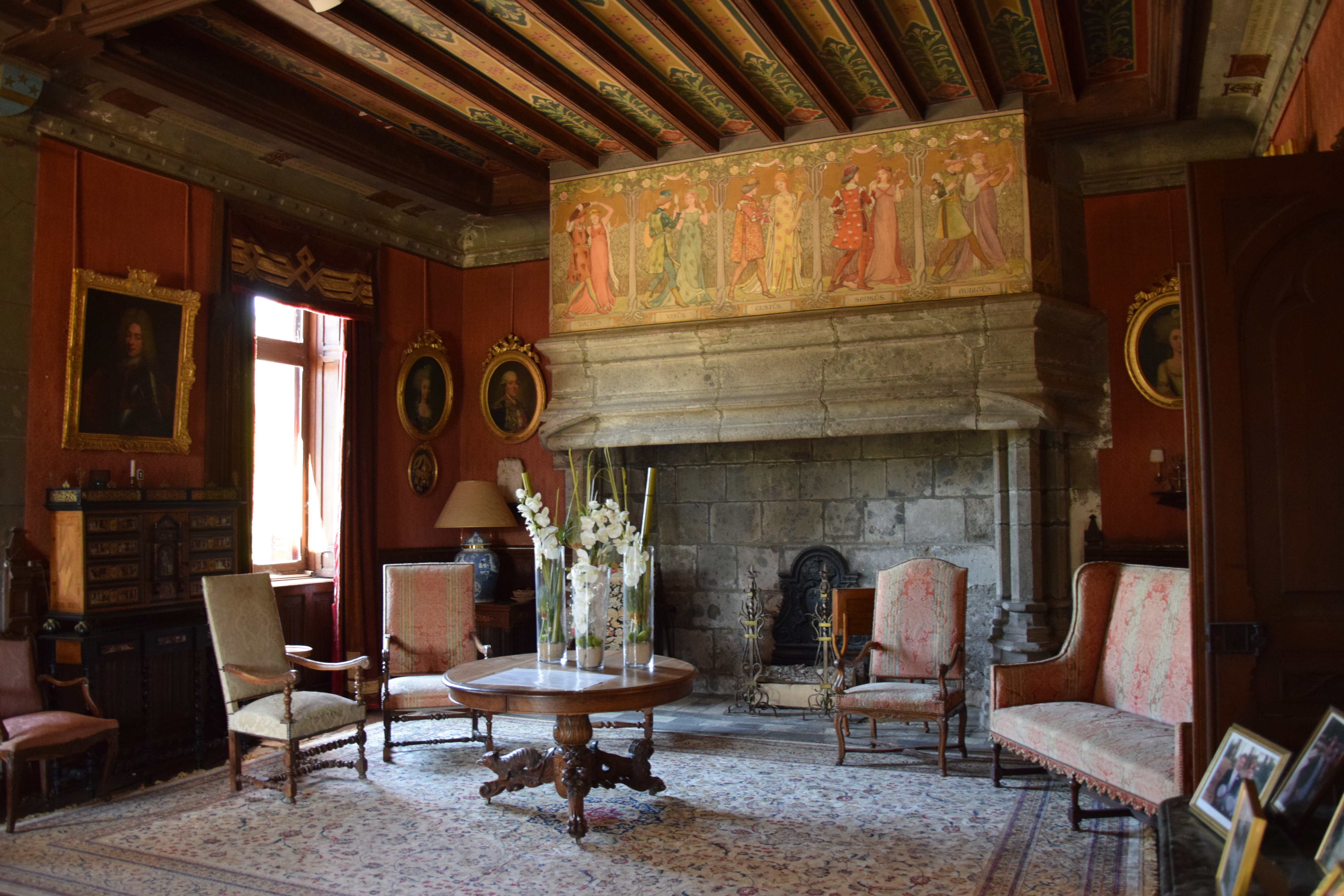
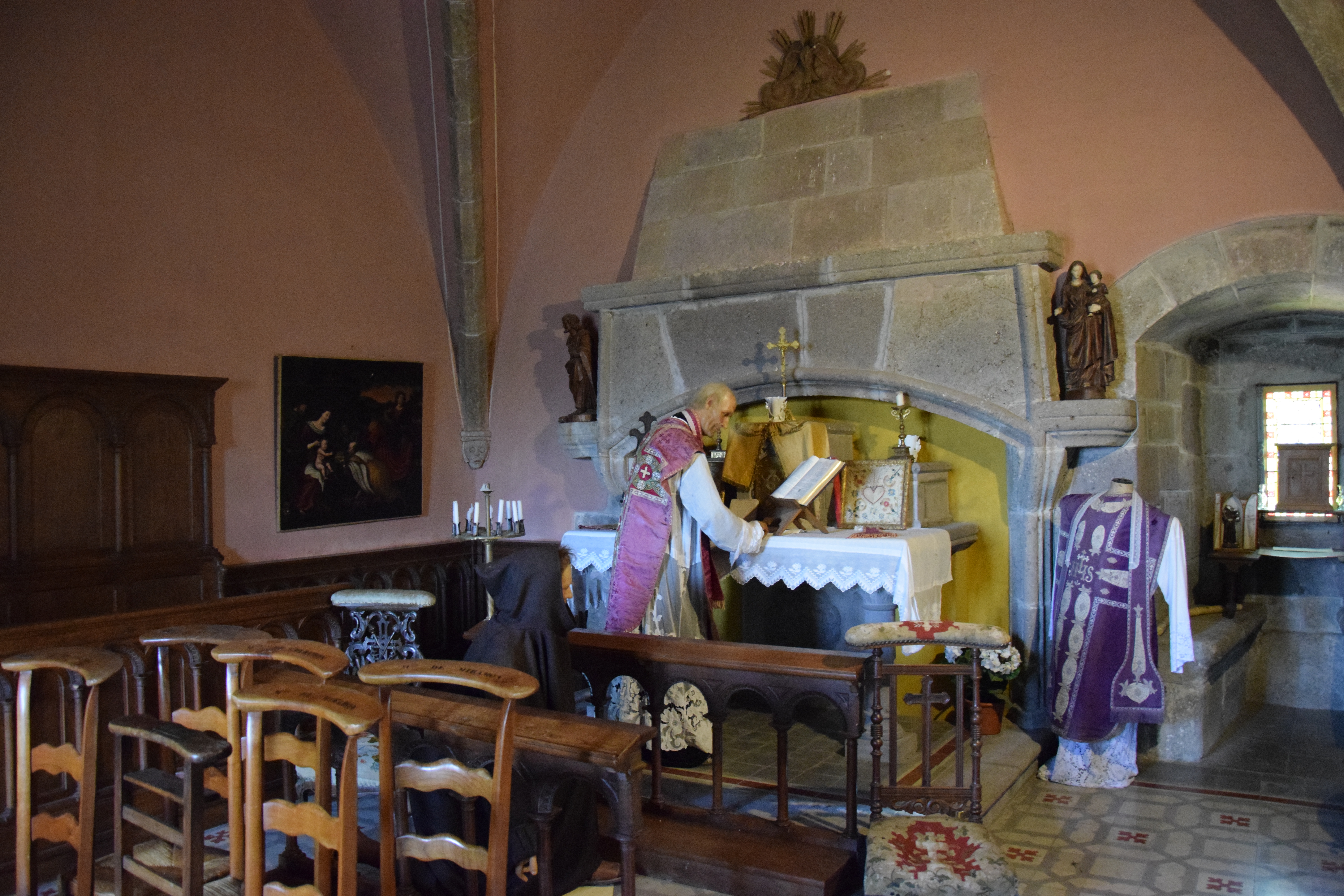

Das Schloss liegt auf einem Felsvorsprung mit Blick auf das Dorf Polminhac und das Tal der Cère. Der älteste Teil des Schlosses ist ein Donjon, der zentrale Wehrturm mit 40 Metern Höhe, der im Mittelalter zu Beginn des Hundertjährigen Krieges erbaut wurde. In der zweiten Hälfte des 17. Jahrhunderts wurden die vorhandenen Bauten erweitert. Es gibt Fresken aus dem 15. und bemalte Decken aus dem 17. Jahrhundert. 